# Championnat de Tunisie masculin de volley-ball 1978-1979
Navigation
Saison précédente Saison suivante
Le championnat de Tunisie masculin de volley-ball 1978-1979 est la 24e édition à se tenir depuis 1956. Il est disputé par les dix meilleurs clubs du pays en aller et retour.
Le Club sportif sfaxien, au prix de sa persévérance, est enfin récompensé par le titre du championnat de Tunisie au détriment de l'Espérance sportive de Tunis qui perd son titre à la différence de sets concédés. Les champions dirigés par Mohamed Salah Barkia sont Hédi Karray, Foued Kamoun, Mohamed Hachicha, Khaled Keskes, Ghazi Mhiri, Rafik Ben Amor, Mohamed Sarsar, Kais Kharrat, Mohamed Ben Aouicha, Abdessalem Hentati, Riadh Euch, Ali Melliti, Tarek Kamoun, Nabil Ayedi et Jamel Sellami. Ils remportent également la coupe de Tunisie face au même concurrent.
En bas du tableau, le promu, l'Association sportive des PTT Sfax, n'arrive pas à se familiariser avec l'élite et rétrograde, cédant sa place au Club sportif de Hammam Lif.

## Division nationale
| Rang | Équipe                                | Points | Matchs | Victoires | Défaites | Pen. Ou F. | Sets pour | Sets contre |
| 1    | Club sportif sfaxien                  | 34     | 18     | 16        | 2        | 0          | 49        | 16          |
| 2    | Espérance sportive de Tunis           | 34     | 18     | 16        | 2        | 0          | 49        | 23          |
| 3    | Avenir sportif de La Marsa            | 29     | 18     | 12        | 5        | 1 P        | 43        | 24          |
| 4    | Club africain                         | 29     | 18     | 11        | 7        | 0          | 39        | 27          |
| 5    | Stade sportif sfaxien                 | 24     | 18     | 7         | 10       | 1P         | 35        | 38          |
| 6    | Union sportive des transports de Sfax | 26     | 18     | 8         | 10       | 0          | 33        | 36          |
| 7    | Club olympique de Kélibia             | 25     | 18     | 10        | 5        | 2P,1F      | 29        | 38          |
| 8    | Saydia Sports                         | 23     | 18     | 5         | 13       | 0          | 27        | 40          |
| 9    | Étoile olympique La Goulette Kram     | 22     | 18     | 4         | 14       | 0          | 25        | 46          |
| 10   | Association sportive des PTT Sfax     | 18     | 18     | 1         | 16       | 1P         | 13        | 51          |

## Division d'honneur
Constitué de dix clubs, le championnat de division d'honneur est remporté par le Club sportif de Hammam Lif qui retrouve la division nationale. Dirigée par Noureddine Ben Younes, l'équipe est constituée de Mounir Chakroun, Béchir Selmi, Ilyes Ayari, Noureddine Ben Younes, Mondher Jelassi, Rached Chebbi, Rachid Baccouchi, Hafedh Saïdani et Moez Mzah. Le classement final est le suivant :
- 1er : Club sportif de Hammam Lif
- 2e : Étoile sportive de Radès
- 3 e : Association sportive des PTT
- 4e : Aigle sportif d'El Haouaria
- 5e : Étoile sportive du Sahel
- 6e : Zitouna Sports
- 7e : Fatah Hammam El Ghezaz
- 8e : Al Hilal
- 9e : Union sportive de Carthage
- 10e : Club medjezien (forfait général)